# Lei Sheng
Lei Sheng (chiń. upr. 雷声; chiń. trad. 雷聲; pinyin Léi Shēng; ur. 7 marca 1984 w Tianjin) – chiński florecista, złoty medalista olimpijski i sześciokrotny medalista mistrzostw świata.
Na igrzyskach olimpijskich w Pekinie w 2008 roku zajął ósme miejsce w zawodach indywidualnych. Podczas rozgrywanych cztery lata później igrzysk olimpijskich w Londynie wywalczył złoty medal indywidualnie, pokonując w finale Ala ad-Dina Abu al-Kasima z Egiptu 15:13. Brał też udział w igrzyskach olimpijskich w Rio de Janeiro, zajmując 5. miejsce w zawodach drużynowych i 21. miejsce w zawodach indywidualnych.
Podczas mistrzostw świata w Turynie w 2006 roku zajął indywidualnie trzecie miejsce, ustępując tylko Niemcowi Peterowi Joppichowi i Włochowi Andrei Baldiniemu. Wynik ten powtórzył na rozgrywanych rok później mistrzostwach świata w Petersburgu, ponownie plasując się za Joppichem i Baldinim. Kolejne medale zdobył na mistrzostwach świata w Paryżu (2010). Reprezentacja Chin w składzie: Huang Liangcai, Lei Sheng, Zhu Jun i Zhang Liangliang wywalczyła drużynowo złoty medal. Na tej samej imprezie Lei był drugi indywidualnie, przegrywając w finale  Peterem Joppichem 11:15. Złoty medal w drużynie zdobył także na mistrzostwach świata w Katanii (2011), startując razem z Zhangiem Liangliangiem, Zhu Junem i Ma Jianfeiem. Chińczycy z Lei Shengiem w składzie zdobyli również srebrny medal w zawodach drużynowych podczas mistrzostw świata w Kazaniu (2014).
Wywalczył złoty medal drużynowo i brązowy indywidualnie na igrzyskach azjatyckich w Doha w 2006 roku. Takie same wyniki osiągnął podczas rozgrywanych cztery lata później igrzysk azjatyckich w Kantonie. Ponadto zajął drugie miejsce drużynowo na igrzyskach azjatyckich w Inczon w 2014 roku. 
Wielokrotnie zdobywał medale mistrzostw Azji, w tym złote indywidualnie na MA w Wakayamie (2012) oraz drużynowo podczas MA w Nantong (2007), MA w Bangkoku (2008), MA w Seulu (2010), MA w Seulu (2011), MA w Suwon (2014) i MA w Singapurze (2015).